# Jaya Agung
Jaya Agung is een bestuurslaag in het regentschap Musi Banyuasin van de provincie Zuid-Sumatra, Indonesië. Jaya Agung telt 367 inwoners (volkstelling 2010).